# 渔阳里

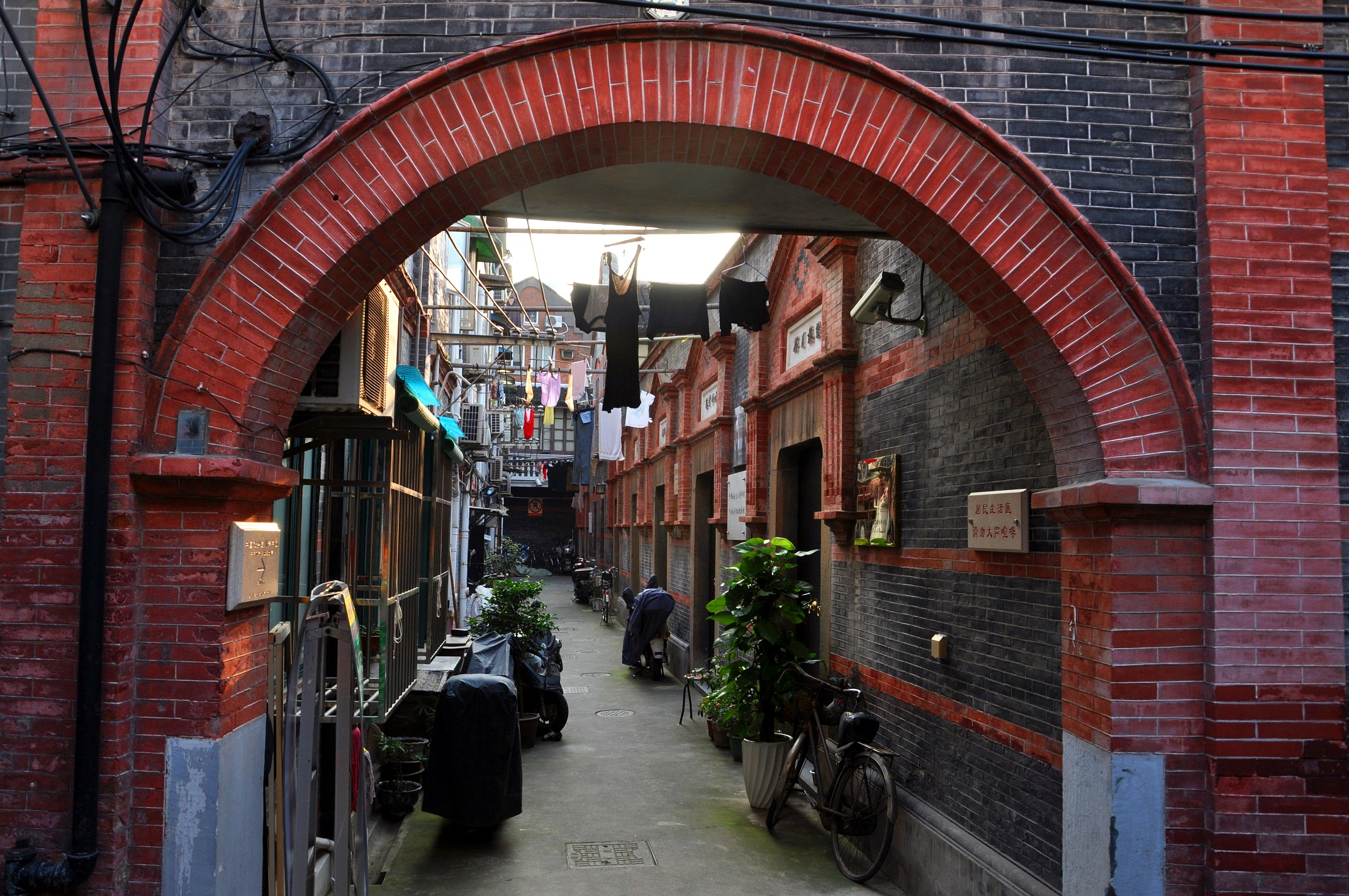
渔阳里

渔阳里又名“铭德里”。是中国上海市黄浦区（原卢湾区）的典型的旧式石库门弄堂，南北走向，分为南段的老渔阳里，即南昌路100弄（原为环龙路34弄），以及北段的新渔阳里，即淮海中路（原为霞飞路）567弄。老渔阳里建于1912年，内有两层砖木结构石库门楼房8幢。新渔阳里。两段原本贯通，后来中间曾用围墙隔开20余年。
渔阳里由比利时义品放款银行（法语：Crédit foncier d'Extrême-Orient）投资兴建于1912年和1915年，老渔阳里是义品放款银行在1912年进入上海后首批投资兴建的里弄住宅。其所在地块于1914年正式划入上海法租界内。义品放款银行于1907年创立于中国天津，该行在上海投资的第一个房地产项目，就以天津地区的古称，命名为“渔阳里”。
渔阳里内的两幢普通的石库门建筑，老渔阳里2号（今南昌路100弄2号）及新渔阳里6号（今淮海中路567弄6号），均与中共的诞生及初期活动至关重要：
- 老渔阳里2号：为安徽都督柏文蔚的私宅，人称“柏公馆”[4]，1920年4月-1922年期间曾为陈独秀借住，为中国共产党发起组成立地（《新青年》编辑部）旧址。1921年10月4日和1922年8月9日，陈独秀两次在老渔阳里2号被上海法租界巡捕房逮捕。老渔阳里2号在1951年经修复后辟为上海革命历史纪念馆第二馆，后改为上海市文化局下属单位宿舍。1959年5月26日和1980年8月26日，两次公布为上海市文物保护单位。2020年8月18日，老渔阳里2号中国共产党发起组成立地经一年修缮后正式开放，举办“星火初燃”史迹陈列展[1]。
- 新渔阳里6号：戴季陶寓所。1920年4月，第三国际代表维经斯基夫妇、翻译杨明斋和俞秀松在此租住，并与陈独秀秘密会见，商讨在中国创建共产党一事。1920年8月22日，俞秀松在此组建上海社会主义青年团，中国社会主义青年团中央机关设于此处。1920年9月在此创设外国语学社，教授俄语，为赴苏俄进修深造做准备。次年外国语学社结束。1956年，居民动迁。团中央机关旧址修复后于1957年12月开放。1961年3月4日列为全国重点文物保护单位。1989年5月4日，机关旧址正式向社会开放。2001年进行修复扩建，2004年4月26日，渔阳里团中央旧址纪念馆开馆[5]。

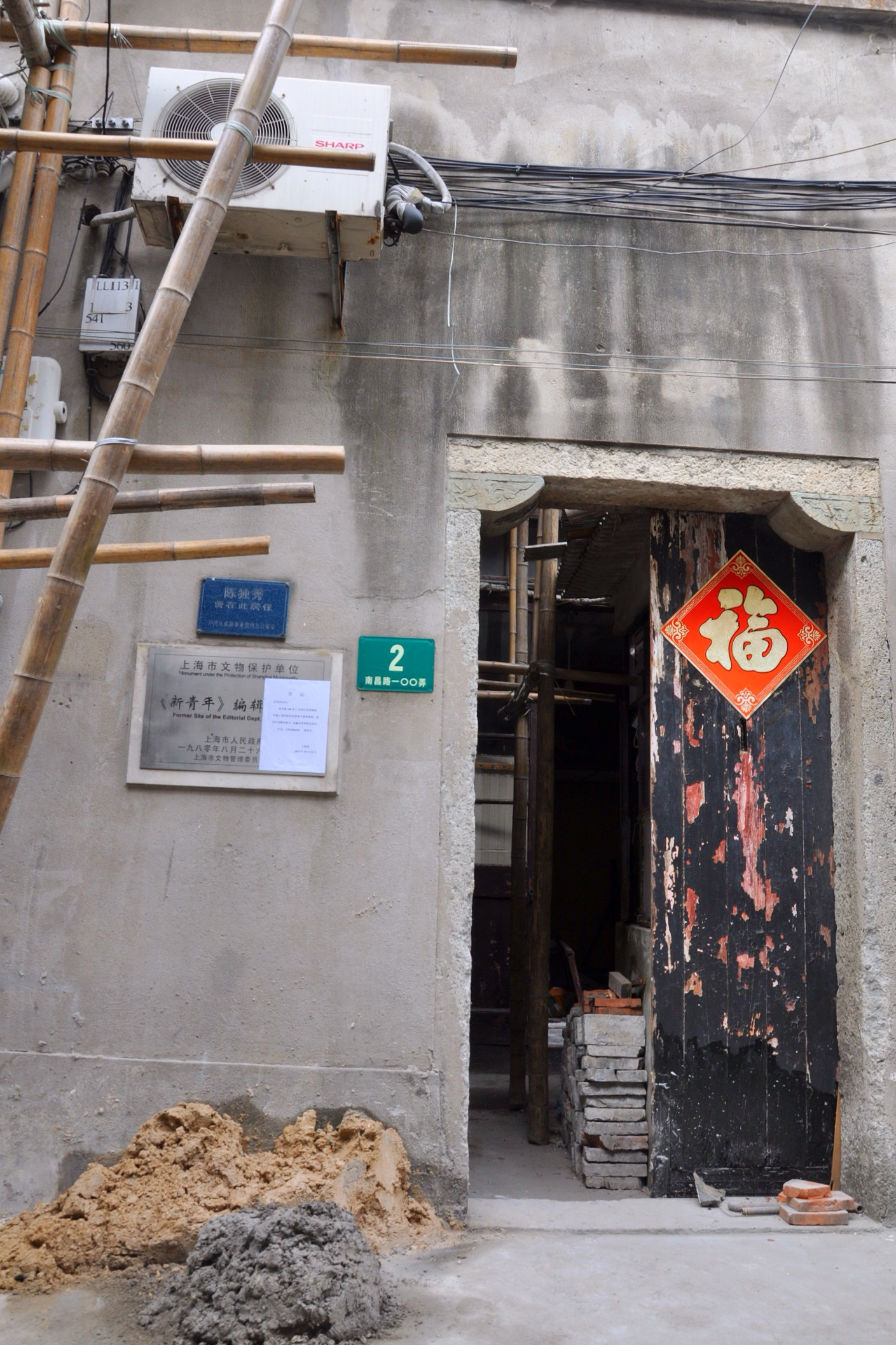
老渔阳里2号

渔阳里是中国共产党、中国青年团的发源地，中共名称确定地点、一大、二大筹备地点，也是中共中央最早驻地。2015年，上海市成立渔阳里历史文化研究会，每年召开一次全国性的学术讨论会。
此外，老渔阳里5号在1915年10月曾是中华革命党上海机关总部，陈其美曾在此策动讨袁起义。